# Hugo Cóccaro
Hugo Omar Cóccaro (Saladillo, 4 de mayo de 1954-Buenos Aires, 21 de julio de 2019) fue un político argentino. Entre 2005 y 2007 fue gobernador de la provincia de Tierra del Fuego, Antártida e Islas del Atlántico Sur.

## Biografía
En los años ochenta, Hugo Cóccaro y su hermano Abel (1949-) se radicaron en la ciudad de Río Grande, donde fundaron una empresa constructora, actividad que continúa hasta la actualidad.

## Gobierno
Asumió como vicegobernador de Tierra del Fuego, junto a Jorge Colazo. Cuando este fue destituido de su cargo de gobernador, el vicegobernador Hugo Cóccaro pasó a ocupar la primera magistratura, desde el 10 de septiembre de 2005 hasta el 10 de diciembre de 2007, fecha en que entregó el mando a la candidata electa por el ARI, María Fabiana Ríos (1964-).

## Actividad política
Hugo Cóccaro comenzó su actividad política en el PJ y siguió siendo reconocido en el ámbito político fueguino como líder del PUL (Partido Unión y Libertad), donde nuevamente se presenta como candidato, pero esta vez a la intendencia de la ciudad de Río Grande.